# بانک کارگشایی

سالن حراج شعبه مرکزی بانک کارگشایی تهران

بانک کارگشایی در سال ۱۳۰۵ در اوایل دوره پهلوی تأسیس شد. جواز این بانک در سال ۱۳۰۳ توسط یکی از یهودیان ایران به نام آقا آشربابازاده از وزارت فرهنگ اخذ شد. اداره بانک به شخصی به نام میرزاآقا جان بابازاده معروف به موسیو ژان سپرده شد.
پس از تأسیس بانک ملی در سال ۱۳۰۷ زیر مجموعه این بانک شد و هم‌اکنون نیز یکی از واحدهای تابعه بانک ملی محسوب می‌شود.
نام اولیه این بانک، مؤسسه رهنی دولتی بوده‌است که در سال ۱۳۱۸ به دلیل تشابه نام با بانک رهنی ایران (بانک مسکن فعلی)، به بانک کارگشایی تغییر نام داد.
هدف اولیه این بانک، رفع فوری نیازهای مردم از طریق گرو نهادن اموال منقول (از قبیل طلا، فرش و …) بود و تا کنون نیز ادامه دارد.

## خدمات
-اعطای تسهیلات تا سقف بیست میلیون ریال وام قرض الحسنه با نرخ سود سالانه ۱۱ درصدد و تسهیلات تا سقف دویست میلیون ریال وام جعاله با نرخ سود سالانه ۲۰ درصدد به هر متقاضی درقبال ترهین طلاجات
-واگذاری صندوقهای امانی اجاره ای درشعبه مرکزی و امیریه
-عرضه مسکوکات طلای بانک مرکزی از طریق مزایدهٔ حضوری (حراج) در بسته‌های صدتایی
شعبه مرکزی بانک کارگشایی در تهران – خیابان مولوی - میدان محمدیه - پلاک ۵۸۷ واقع است.